# Lassana Diarra
Pour les articles homonymes, voir Diarra.
Lassana Diarra, né le 10 mars 1985 à Paris, est un footballeur international français. Il évolue au poste de milieu de terrain dans les années 2000 et 2010.
Après avoir connu Chelsea, Arsenal et le Real Madrid notamment, Lassana Diarra rejoint l’Anji Makhatchkala puis le Lokomotiv Moscou. Après une première partie de saison étincelante, le milieu connaît une subite baisse de performance et le club décide de baisser son salaire, ce qui le décide à quitter le club. Assigné devant la FIFA pour rupture abusive de contrat, il doit attendre un an avant de pouvoir jouer pour un autre club.
Pour se relancer, il choisit l’Olympique de Marseille où il devient indispensable. Trois mois plus tard, Didier Deschamps le convoque en équipe de France. Le milieu a pourtant annoncé sa retraite internationale deux ans plus tôt et n’a plus joué en bleu depuis 2010. Il avait notamment participé à l'Euro 2008. Il fait partie des 23 joueurs retenus pour disputer l’Euro 2016, mais une blessure au genou gauche récalcitrante le contraint à déclarer forfait.
Le 21 février 2019, il résilie son contrat avec le Paris Saint-Germain et prend sa retraite sportive après pratiquement 15 ans de carrière.

## Carrière

### Ses débuts en France
Lassana Diarra, né à Paris, découvre le football au centre sportif de la rue Julien-Lacroix (de poussin à pupille) à Belleville, son quartier d'enfance, dans le 20e arrondissement de Paris. Il poursuit sa formation au Paris FC, au FC Nantes (de 1999 à 2001), au Mans UC 72 (où il ne passe qu'un an) puis au Havre AC.

### Carrière en club

#### Havre AC (2004-2005)
Du 17 au 20 février 2003, il participe à un stage de détection avec l'équipe de France des moins de 18 ans, au CTNFS à Clairefontaine, aux côtés notamment de Mohamed Sissoko et Yannick Cahuzac.
Il fait ses débuts professionnels au Havre lors de la saison 2004-2005, en Ligue 2. À 19 ans, il s'impose très vite comme titulaire, faisant une saison pleine, puis remporte le Tournoi de Toulon avec l'équipe de France Espoirs. De prestigieux clubs européens commencent alors sérieusement à s'intéresser à lui.

#### Chelsea FC (2005-2007)
Durant l'été 2005, après seulement une saison en professionnel en Ligue 2, Diarra est recruté par le club londonien de Chelsea contre une indemnité d'environ quatre millions d'euros. Il intègre l'effectif de l'équipe première mais n'est que très peu titularisé. Pendant la saison 2005-2006, il est principalement utilisé en Coupe d'Angleterre et en League Cup où il impressionne grand nombre d'observateurs par sa clairvoyance dans le jeu et sa solidité[réf. nécessaire], qui voient en lui le digne successeur de Claude Makelele au poste de milieu défensif. D'ailleurs, la présence de Makelele au club s'avère bénéfique pour Diarra[réf. nécessaire], de par la très grande expérience de l'ancien milieu du Real Madrid. Chelsea est sacré champion d'Angleterre à la fin de la saison 2005-2006.
José Mourinho le fait jouer au poste inhabituel de défenseur droit pendant la saison 2006-2007, le préférant au Portugais Paulo Ferreira, pourtant latéral de formation. Il dispute la finale de la League Cup opposant Chelsea à Arsenal, où, lors de la victoire de son club, il impressionne plus d'une personne[évasif] par sa vivacité et son comportement de latéral offensif.
N'étant principalement utilisé que pour les coupes nationales par Mourinho, puisqu'il joue trente-et-une rencontres toutes compétitions confondues dont seulement treize matchs de Premier League et onze matchs de coupe durant ses deux saisons à Chelsea, il demande à quitter les Blues.

#### Arsenal FC (2007-2008)
Lors des dernières heures du mercato estival, « Lass » rejoint le rival londonien d'Arsenal, le 31 août 2007, pour un montant d'environ deux millions de livres sterling (environ 2,7 millions d'euros). Mais l'aventure avec les Gunners tourne court. Peu utilisé par Arsène Wenger, il est barré par une forte concurrence à son poste, en particulier par Mathieu Flamini.

#### Portsmouth FC (2008-2009)
Il quitte le club dès le mercato hivernal et signe en faveur d'un club plus modeste, Portsmouth FC, qui propose 5,5 millions de livres, soit environ sept millions d'euros.
Enfin titulaire dans un club anglais, Diarra confirme tous les espoirs placés en lui. Il remporte la Coupe d'Angleterre en mai 2008 contre Cardiff City, ce qui permet à son nouveau club d'être qualifié pour la prochaine Ligue Europa.
Seulement un an après son arrivée à Portsmouth FC, le 22 décembre 2008, en plein mercato d'hiver, les Espagnols du Real Madrid le recrutent pour une somme avoisinant les 20 millions d'euros, afin de remplacer Mahamadou Diarra et Rubén de la Red, blessés de longue date,.

#### Real Madrid (2009-2012)

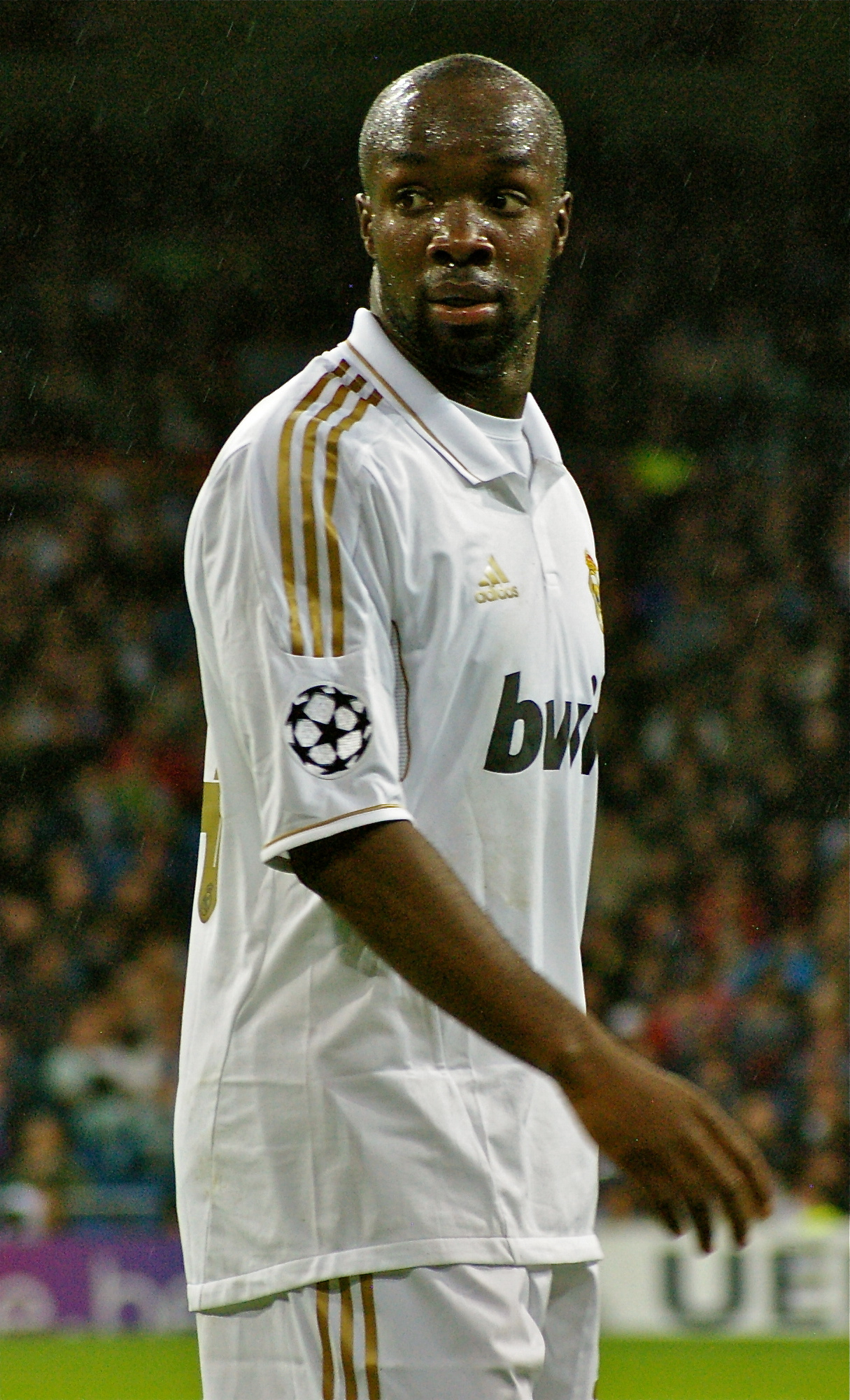
Lass sous le maillot du Real Madrid contre le Dinamo Zagreb en 2011.

Au Real, Diarra porte tout d'abord le numéro 6, en l'absence de l'habituel titulaire du numéro, Mahamadou Diarra. Il devient vite titulaire au sein de l'équipe de la capitale espagnole et termine sa première moitié de saison en Espagne avec 19 rencontres disputées en Liga. Le Real finit deuxième du championnat.
À partir du début de la saison 2009-2010, il reprend le numéro 10 laissé vacant à la suite du départ de Wesley Sneijder. Il marque son premier et unique but officiel sous le maillot blanc lors de la première journée contre le Deportivo La Corogne (3-2). Le Real finit une nouvelle fois second.
Lassana Diarra réalise une bonne saison 2010-2011, malgré l'arrivée d'un concurrent direct, Sami Khedira, et d'un nouvel entraîneur, José Mourinho, qu'il avait déjà côtoyé à Chelsea. Il réalise trois passes décisives pendant la saison, deux pour son compatriote Karim Benzema et une pour Cristiano Ronaldo. À la suite de la blessure de Sami Khedira, « Lass » est titulaire lors des deux matchs contre le FC Barcelone en demi-finale de la Ligue des champions. Bien qu'il réalise deux matchs solides, son équipe est éliminée de la compétition par son rival catalan. Il termine la saison en ayant participé à 41 matchs toutes compétitions confondues, malgré la forte concurrence à son poste. À l'inter-saison il est proche du départ, allant même au conflit avec ses dirigeants, mais choisit finalement de rester à Madrid faute d'offres de contrat intéressantes. Son numéro 10 ayant été attribué à la recrue Mesut Özil, il est contraint de prendre le numéro 24 que portait Claude Makelele.
Avec l'arrivée du Turc Nuri Şahin, Diarra doit lutter davantage pour espérer une place de titulaire au milieu du terrain. Le 24 septembre 2011 en championnat, il offre, d'une passe mal négociée, un but au Rayo Vallecano dès les premières secondes de jeu. Sa prestation est si mauvaise que son entraineur le remplace dès la 30e minute. Malgré tout, il continue à jouer régulièrement, Mourinho partageant le temps de jeu entre Khedira et lui. Il est également utilisé comme latéral droit à la suite d'une blessure d'Alvaro Arbeloa. Les retours de Khedira et Arbeloa l'empêchent finalement d'être titulaire. Puis Esteban Granero et Nuri Şahin passent devant lui dans la hiérarchie des milieux de terrain, et il n'est bientôt même plus convoqué pour les matchs du Real, en dépit de sa bonne première partie de saison. Le Real termine champion d'Espagne.

#### FK Anji Makhatchkala (2012-2013)

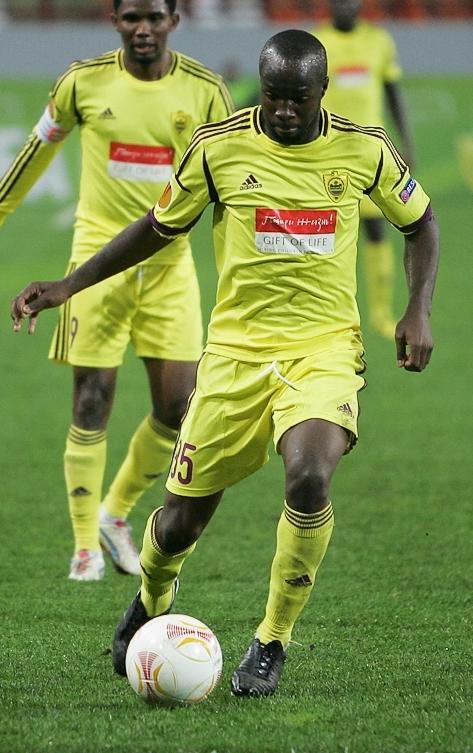
Lass rejoint l'Anzhi Makhachkala en 2012.

Après six mois pratiquement sans jouer, il signe en faveur du club russe du FK Anji Makhatchkala en août 2012, pour environ 5 millions d'euros, alors qu'il lui restait un an de contrat au Real où il vient de passer trois saisons et demie. Le club russe, racheté en 2011 par un milliardaire, se veut alors ambitieux et recrute notamment Samuel Eto'o, Roberto Carlos et le célèbre entraineur néerlandais Guus Hiddink. « Lass » y porte le numéro 85, en référence à son année de naissance. L'Anji termine à la 3e place du championnat russe et se qualifie pour la Ligue Europa. La même saison, le club est également finaliste de la coupe de Russie mais perd aux tirs au but face au CSKA Moscou (après un nul 1-1), malgré le but égalisateur marqué par Lassana Diarra. Le président abandonne finalement son projet de grand club, et les titulaires des salaires les plus importants sont priés de partir.

#### Lokomotiv Moscou (2013-2014)
Le 20 août 2013, Diarra signe au Lokomotiv Moscou où il reprend le numéro le 85. Il est alors le footballeur le mieux payé du championnat russe, avec un salaire estimé à plus de 10 millions d’euros par an. Il termine une nouvelle fois à la 3e place du championnat avec sa nouvelle équipe.
À l'été 2014, Lassana Diarra rompt unilatéralement son contrat. Dans une interview au journal L'Équipe, le 14 février 2015, Diarra explique que « son club a résilié (son) contrat le 22 août 2014, une semaine avant la fin du mercato », en « prétextant un retard à la reprise de l'entraînement » parce que « le club cherchait à (le) vendre ou à faire baisser (son) salaire ». Le Lokomotiv Moscou de son côté affirme que c'est le joueur qui a cassé son contrat en mai 2015. Toujours est-il que se sentant libre de tout engagement, le joueur quitte le Lokomotiv Moscou et signe un pré-contrat avec Charleroi contenant une clause de non-solidarité, en cas de litige. Les dirigeants russes ne l'entendent pas ainsi et l'assignent devant la FIFA pour rupture abusive de contrat. Il est alors licencié.
Après six mois sans jouer, Diarra est tout proche de s'engager avec l'Inter Milan, en janvier 2015. Mais le désaccord contractuel et financier avec le Lokomotiv Moscou, qui lui réclame 10 millions d'euros, court toujours. Son ancien club obtient de la FIFA qu'il ne puisse pas jouer pendant la saison 2014-2015 tant que cette épineuse affaire n'est pas résolue. Le transfert de Diarra vers l'Italie échoue, et le joueur reste bloqué.
La FIFA le condamne à une amende de 20 millions d’euros et un an de suspension. Diarra entame alors une procédure en contestation devant le tribunal arbitral du sport. Celui-ci reconnaît la rupture contractuelle sans juste cause et le condamne le 28 mai 2016 à 15 mois de suspension de jeu et de salaires, déjà purgés, ainsi qu'à une amende de 10 millions d'euros et 110 000 euros de dommages et intérêts pour le TAS. Diarra fait alors appel devant la Cour de justice de l’Union européenne. En octobre 2024, la Cour décide en faveur de Diarra, déclarant que « certaines règles de la FIFA sur les transferts internationaux des footballeurs professionnels sont contraires au droit européen »: Diarra avait le droit d'aller travailler à Charleroi et la FIFA n'a pas respecté le principe de libre circulation des travailleurs.

#### Olympique de Marseille (2015-2017)
Fin juillet 2015, après être resté plus d'un an sans pouvoir jouer de match officiel à la suite de ce litige, il s'engage, libre de tout contrat, pour quatre saisons avec l'Olympique de Marseille,. Il exprime alors son soulagement de pouvoir retrouver un club et les terrains de football après une année difficile. À l'OM, « Lass » prend tout d'abord le numéro 6, mais, à la suite du départ après deux journées de Florian Thauvin vers Newcastle United, il prend le numéro 10. Il joue son premier match sous le maillot phocéen au Stade Vélodrome lors de la 3e journée de championnat en tant que titulaire lors d'une victoire six buts à zéro contre l'ES Troyes. Il s'agit de son tout premier match en Ligue 1, à plus de 30 ans. Il en profite pour inscrire son premier but pour l'OM, d'une frappe puissante des 20 mètres en pleine lucarne. Le 18 octobre 2015, il obtient le trophée UNFP du meilleur joueur de Ligue 1 pour le mois de septembre. Il trouve rapidement une place importante au sein de l'équipe et est élu par les supporters olympien meilleur joueur du mois à quatre reprises. Malgré sa bonne saison à titre personnel, le club a beaucoup de mal et termine à la 13e place mais atteint la finale de Coupe de France perdue contre le Paris Saint-Germain.
Attendu partant lors de l'été 2016, il se considère d'ailleurs libre malgré son contrat qui court jusqu'en 2019, il reste finalement à l'OM et est même élu par ses coéquipiers capitaine de l'équipe pour la saison 2016-2017. Après l'arrivée au club du Rudi Garcia, il perd le brassard au profit de Bafétimbi Gomis et perd du temps de jeu. Le 14 février 2017, son contrat est rompu après un accord à l'amiable avec la direction marseillaise.

#### Al-Jazira Club (2017)
En avril 2017 et après deux mois sans club, il se met d'accord avec le club d'Émirats arabes unis de Al-Jazira Club pour intégrer l'effectif pour un contrat de trois saisons dès la saison 2017-2018.
Le 24 décembre 2017, le club d'Al-Jazira Club annonce que le contrat liant les deux parties est rompu à l'amiable.

#### Paris Saint-Germain  (2018-2019)

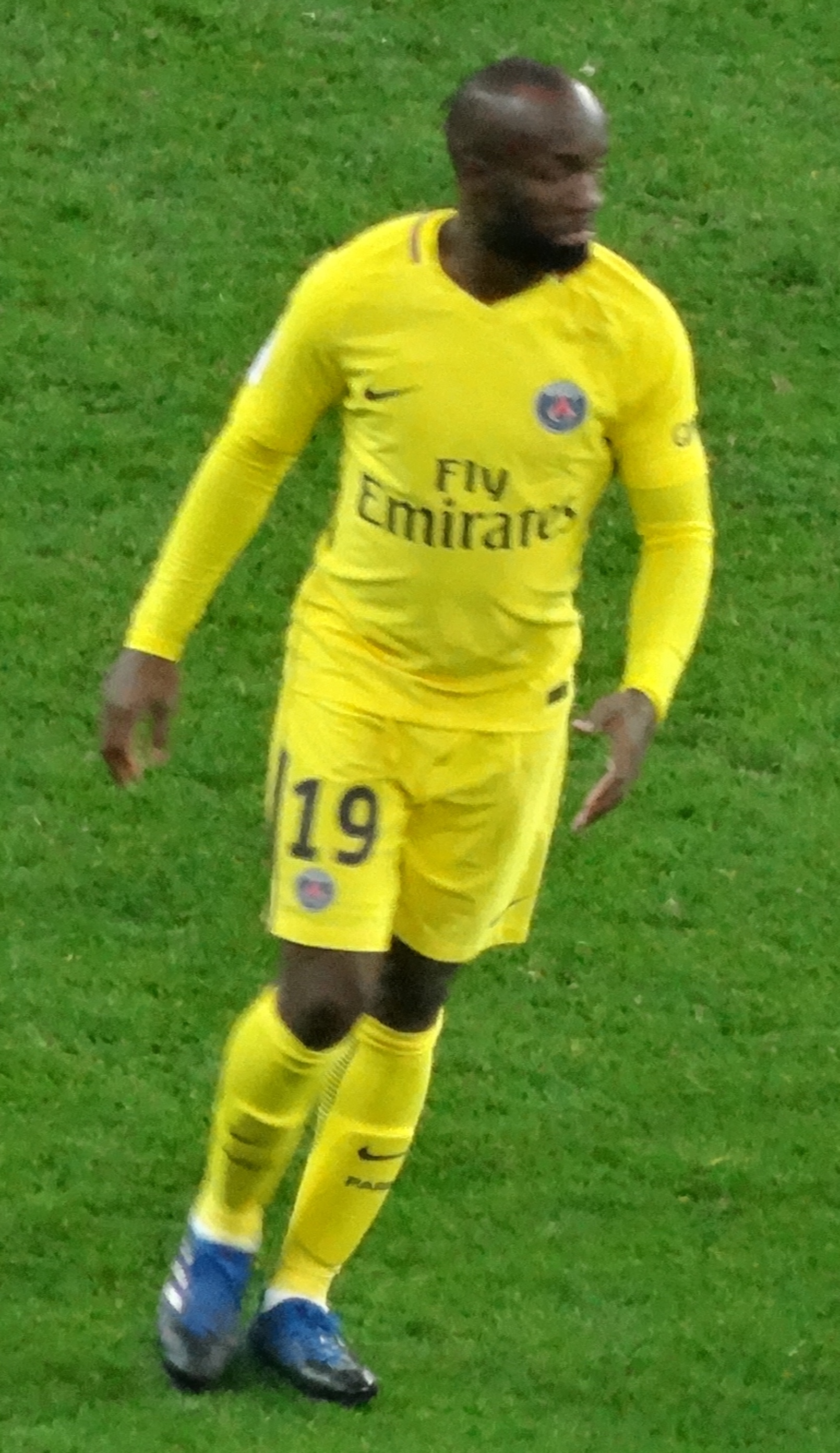
Lass au PSG en 2018.

Le 23 janvier 2018, il s'engage avec le Paris Saint-Germain jusqu'au 30 juin 2019,.
Il signe sa première passe décisive lors de son deuxième match avec le PSG, le 2 février 2018 face au LOSC, et connait sa première titularisation le 6 février en 8e de finale de la coupe de France à Sochaux.
Pour sa première saison avec le PSG, il totalise dix apparitions en championnat et quatre en coupes nationales (dont la finale de la coupe de la Ligue). Il joue aussi le huitième de finale retour de Ligue des champions contre le Real Madrid, bien que Giovani Lo Celso lui soit préféré au coup d'envoi.
Avec l'arrivée de Thomas Tuchel à la place de Unai Emery en 2018-2019, Lassana Diarra est titulaire lors du Trophée des champions (victoire 4-0 contre Monaco), mais il n'a ensuite qu'assez peu de temps de jeu après le retour des internationaux.
Le 8 février 2019, la presse annonce que le joueur est sur le point de résilier son contrat.
Le jeudi 21 février 2019, il résilie son contrat avec le PSG, et met un terme à sa carrière de joueur. Il se concentre désormais à développer sa marque de boisson énergisante.

### Parcours en sélection
Le 15 mars 2007, il est convoqué pour la première fois en équipe de France par Raymond Domenech contre la Lituanie, lors des qualifications de l'Euro 2008 alors qu'il n'avait été auparavant titularisé que quatre fois par José Mourinho à Chelsea. Il devient vite un titulaire en sélection, et joue même arrière droit contre l'Italie, pour remplacer les titulaires habituels Willy Sagnol et François Clerc, forfaits. Il est appelé pour l'Euro mais ne joue pas.
Il prend part aux qualifications comptant pour la Coupe du monde 2010, étant aligné le plus souvent au milieu aux côtés de Jérémy Toulalan. Sélectionné par Raymond Domenech pour le Mondial 2010, il déclare forfait à cause de douleurs intestinales liées à une crise vaso-occlusive de drépanocytose lors du stage de préparation des Bleus à Tignes, en altitude, le 22 mai 2010.
Après l'élimination des Bleus au premier tour du Mondial 2010, Laurent Blanc succède à Raymond Domenech. Lassana Diarra est appelé pour le match amical en août 2010 contre la Norvège durant lequel les 23 de Knysna sont exclus. Il n'est plus ensuite sélectionné du fait de l'émergence d'Abou Diaby, de Yann M'Vila et de Blaise Matuidi. Son aptitude à jouer latéral droit et son temps de jeu en font un candidat évoqué à la sélection pour l'Euro 2012, mais il n'est finalement pas appelé.
Didier Deschamps le rappelle en équipe de France, le 4 octobre 2012 pour affronter le Japon en match amical et l'Espagne en éliminatoires pour le Mondial 2014, mais à la suite d'une blessure au dos, c'est Clément Chantôme qui le remplace En 2013, il annonce avoir tiré un trait sur la sélection.
Le 1er octobre 2015, il est rappelé pour les matchs face à l'Arménie et au Danemark. Le 8 octobre, il fait son retour en bleu face à l'Arménie à l'Allianz Riviera en tant que titulaire et joue l'intégralité de la rencontre lors d'une large victoire 4-0.
Il fait partie de la liste des 23 joueurs français sélectionnés par Didier Deschamps pour disputer l'Euro 2016 mais une inflammation au genou gauche le contraint à déclarer forfait. Morgan Schneiderlin, initialement réserviste, intègre la sélection pour pallier l'absence de Diarra,.
En octobre 2024, dans sa décision sur le transfert de Lassana Diarra, la Cour de justice de l'Union européenne annonce que certaines règles de la FIFA sur les transferts de joueurs étaient contraires à la législation de l'Union européenne relative à la concurrence et à la liberté de circulation.

## Statistiques
| Saison                | Club                   | Championnat           | Championnat | Championnat | Coupe nationale | Coupe nationale | Coupe de la Ligue | Coupe de la Ligue | Supercoupe | Supercoupe | Compétition(s) continentale(s) | Compétition(s) continentale(s) | Compétition(s) continentale(s) | France | France | Total | Total |
| Saison                | Club                   | Division              | M.          | B.          | M.              | B.              | M.                | B.                | M.         | B.         | Comp.                          | M.                             | B.                             | M.     | B.     | M.    | B.    |
| 2004-2005             | Le Havre AC            | Ligue 2               | 29          | 0           | -               | -               | 1                 | 0                 | -          | -          | -                              | -                              | -                              | -      | -      | 30    | 0     |
| Sous-total            | Sous-total             | Sous-total            | 29          | 0           | -               | -               | 1                 | 0                 | -          | -          | -                              | -                              | -                              | -      | -      | 30    | 0     |
| 2005-2006             | Chelsea                | Premier League        | 3           | 0           | 2               | 0               | -                 | -                 | -          | -          | C1                             | 2                              | 0                              | -      | -      | 7     | 0     |
| 2006-2007             | Chelsea                | Premier League        | 10          | 0           | 4               | 0               | 3                 | 0                 | 1          | 0          | C1                             | 5                              | 0                              | 3      | 0      | 26    | 0     |
| 2007-2008             | Chelsea                | Premier League        | -           | -           | -               | -               | -                 | -                 | 1          | 0          | -                              | -                              | -                              | -      | -      | 1     | 0     |
| Sous-total            | Sous-total             | Sous-total            | 13          | 0           | 6               | 0               | 3                 | 0                 | 2          | 0          | -                              | 7                              | 0                              | 3      | 0      | 34    | 0     |
| 2007-2008             | Arsenal                | Premier League        | 7           | 0           | -               | -               | 3                 | 0                 | -          | -          | C1                             | 3                              | 0                              | 6      | 0      | 19    | 0     |
| Sous-total            | Sous-total             | Sous-total            | 7           | 0           | -               | -               | 3                 | 0                 | -          | -          | -                              | 3                              | 0                              | 6      | 0      | 19    | 0     |
| 2007-2008             | Portsmouth             | Premier League        | 12          | 1           | 5               | 1               | -                 | -                 | -          | -          | -                              | -                              | -                              | 4      | 0      | 21    | 2     |
| 2008-2009             | Portsmouth             | Premier League        | 12          | 0           | -               | -               | -                 | -                 | 1          | 0          | C3                             | 2                              | 1                              | 3      | 0      | 18    | 1     |
| Sous-total            | Sous-total             | Sous-total            | 24          | 1           | 5               | 1               | -                 | -                 | 1          | 0          | -                              | 2                              | 1                              | 7      | 0      | 39    | 3     |
| 2008-2009             | Real Madrid            | Liga                  | 19          | 0           | -               | -               | -                 | -                 | -          | -          | C1                             | 2                              | 0                              | 4      | 0      | 25    | 0     |
| 2009-2010             | Real Madrid            | Liga                  | 23          | 1           | 1               | 0               | -                 | -                 | -          | -          | C1                             | 6                              | 0                              | 7      | 0      | 37    | 1     |
| 2010-2011             | Real Madrid            | Liga                  | 26          | 0           | 3               | 0               | -                 | -                 | -          | -          | C1                             | 10                             | 0                              | 1      | 0      | 40    | 0     |
| 2011-2012             | Real Madrid            | Liga                  | 17          | 0           | 4               | 0               | -                 | -                 | -          | -          | C1                             | 4                              | 0                              | -      | -      | 25    | 0     |
| 2012-2013             | Real Madrid            | Liga                  | 2           | 0           | -               | -               | -                 | -                 | -          | -          | C1                             | -                              | -                              | -      | -      | 2     | 0     |
| Sous-total            | Sous-total             | Sous-total            | 87          | 1           | 8               | 0               | -                 | -                 | -          | -          | -                              | 22                             | 0                              | 12     | 0      | 129   | 1     |
| 2012-2013             | Anji Makhatchkala      | Premier Liga          | 14          | 0           | 3               | 1               | -                 | -                 | -          | -          | C3                             | 7                              | 0                              | -      | -      | 24    | 1     |
| 2013-2014             | Anji Makhatchkala      | Premier Liga          | 4           | 0           | -               | -               | -                 | -                 | -          | -          | C3                             | -                              | -                              | -      | -      | 4     | 0     |
| Sous-total            | Sous-total             | Sous-total            | 18          | 0           | 3               | 1               | -                 | -                 | -          | -          | -                              | 7                              | 0                              | -      | -      | 28    | 1     |
| 2013-2014             | Lokomotiv Moscou       | Premier Liga          | 17          | 1           | -               | -               | -                 | -                 | -          | -          | -                              | -                              | -                              | -      | -      | 17    | 1     |
| Sous-total            | Sous-total             | Sous-total            | 17          | 1           | -               | -               | -                 | -                 | -          | -          | -                              | -                              | -                              | -      | -      | 17    | 1     |
| 2015-2016             | Olympique de Marseille | Ligue 1               | 26          | 1           | 2               | 0               | 1                 | 0                 | -          | -          | C3                             | 4                              | 0                              | 6      | 0      | 39    | 1     |
| 2016-2017             | Olympique de Marseille | Ligue 1               | 11          | 0           | -               | -               | 1                 | 0                 | -          | -          | -                              | -                              | -                              | -      | -      | 12    | 0     |
| Sous-total            | Sous-total             | Sous-total            | 37          | 1           | 2               | 0               | 2                 | 0                 | -          | -          | -                              | 4                              | 0                              | 6      | 0      | 51    | 1     |
| 2017-2018             | Al-Jazira Club         | Arab Gulf League      | 5           | 0           | -               | -               | -                 | -                 | -          | -          | -                              | -                              | -                              | -      | -      | 5     | 0     |
| Sous-total            | Sous-total             | Sous-total            | 5           | 0           | -               | -               | -                 | -                 | -          | -          | -                              | -                              | -                              | -      | -      | 5     | 0     |
| 2017-2018             | Paris Saint-Germain    | Ligue 1               | 10          | 0           | 2               | 0               | 2                 | 0                 | -          | -          | C1                             | 1                              | 0                              | -      | -      | 15    | 0     |
| 2018-2019             | Paris Saint-Germain    | Ligue 1               | 3           | 0           | -               | -               | -                 | -                 | 1          | 0          | C1                             | -                              | -                              | -      | -      | 4     | 0     |
| Sous-total            | Sous-total             | Sous-total            | 13          | 0           | 2               | 0               | 2                 | 0                 | 1          | 0          | -                              | 1                              | 0                              | -      | -      | 19    | 0     |
| Total sur la carrière | Total sur la carrière  | Total sur la carrière | 250         | 4           | 26              | 2               | 11                | 0                 | 4          | 0          | -                              | 46                             | 1                              | 34     | 0      | 371   | 7     |

### Liste des matches internationaux
| Matches internationaux de Lassana Diarra | Matches internationaux de Lassana Diarra | Matches internationaux de Lassana Diarra               | Matches internationaux de Lassana Diarra | Matches internationaux de Lassana Diarra | Matches internationaux de Lassana Diarra | Matches internationaux de Lassana Diarra                              |
|                                          | Date                                     | Lieu                                                   | Adversaire                               | Résultat                                 | Compétition                              | Notes                                                                 |
| ---------------------------------------- | ---------------------------------------- | ------------------------------------------------------ | ---------------------------------------- | ---------------------------------------- | ---------------------------------------- | --------------------------------------------------------------------- |
| 1.                                       | 24 mars 2007                             | Stade Darius-Girenas, Kaunas, Lituanie                 | Lituanie                                 | 0 - 1                                    | Qualifications Euro 2008                 | Titulaire.                                                            |
| 2.                                       | 28 mars 2007                             | Stade de France, Saint-Denis, France                   | Autriche                                 | 1 - 0                                    | Match amical                             | Titulaire.                                                            |
| 3.                                       | 2 juin 2007                              | Stade de France, Saint-Denis, France                   | Ukraine                                  | 2 - 0                                    | Qualifications Euro 2008                 | Entre en jeu à la place de Samir Nasri à la 81e minute de jeu.        |
| 4.                                       | 8 septembre 2007                         | San Siro, Milan, Italie                                | Italie                                   | 0 - 0                                    | Qualifications Euro 2008                 | Titulaire.                                                            |
| 5.                                       | 12 septembre 2007                        | Parc des Princes, Paris, France                        | Écosse                                   | 0 - 1                                    | Qualifications Euro 2008                 | Titulaire.                                                            |
| 6.                                       | 13 octobre 2007                          | Tórsvøllur, Tórshavn, Îles Féroé                       | Îles Féroé                               | 0 - 6                                    | Qualifications Euro 2008                 | Entre en jeu à la place de Nicolas Anelka à la 72e minute de jeu.     |
| 7.                                       | 17 octobre 2007                          | Stade de la Beaujoire, Nantes, France                  | Lituanie                                 | 2 - 0                                    | Qualifications Euro 2008                 | Titulaire et remplacé par Hatem Ben Arfa à la 70e minute de jeu.      |
| 8.                                       | 16 novembre 2007                         | Stade de France, Saint-Denis, France                   | Maroc                                    | 2 - 2                                    | Match amical                             | Titulaire.                                                            |
| 9.                                       | 21 novembre 2007                         | Stade olympique, Kiev, Ukraine                         | Ukraine                                  | 2 - 2                                    | Qualifications Euro 2012                 | Titulaire.                                                            |
| 10.                                      | 6 février 2008                           | Stade de la Rosaleda, Malaga, Espagne                  | Espagne                                  | 1 - 0                                    | Match amical                             | Titulaire.                                                            |
| 11.                                      | 27 mai 2008                              | Stade des Alpes, Grenoble, France                      | Équateur                                 | 2 - 0                                    | Match amical                             | Titulaire.                                                            |
| 12.                                      | 31 mai 2008                              | Stadium municipal, Toulouse, France                    | Paraguay                                 | 0 - 0                                    | Match amical                             | Entre en jeu à la place de Claude Makelele à ma 46e minute de jeu.    |
| 13.                                      | 3 juin 2008                              | Stade de France, Saint-Denis, France                   | Colombie                                 | 1 - 0                                    | Match amical                             | Entre en jeu à la place de Karim Benzema à la 65e minute de jeu.      |
| 14.                                      | 20 août 2008                             | Ullevi Stadion, Göteborg, Suède                        | Suède                                    | 2 - 3                                    | Match amical                             | Titulaire.                                                            |
| 15.                                      | 6 septembre 2008                         | Stade Ernst-Happel, Vienne, Autriche                   | Autriche                                 | 3 - 1                                    | Qualifications Mondial 2010              | Titulaire.                                                            |
| 16.                                      | 10 septembre 2008                        | Stade de France, Saint-Denis, France                   | Serbie                                   | 2 - 1                                    | Qualifications Mondial 2010              | Titulaire.                                                            |
| 17.                                      | 11 février 2009                          | Stade de France, Saint-Denis, France                   | Belgique                                 | 0 - 0                                    | Match amical                             | Titulaire et remplacé par Jérémy Menez à la 71e minute de jeu.        |
| 18.                                      | 28 mars 2009                             | Stade Dariaus Gireno, Kaunas, Lituanie                 | Lituanie                                 | 0 - 1                                    | Qualifications Mondial 2010              | Titulaire.                                                            |
| 19.                                      | 1er avril 2009                           | Stade de France, Saint-Denis, France                   | Lituanie                                 | 1 - 0                                    | Qualifications Mondial 2010              | Titulaire.                                                            |
| 20.                                      | 5 juin 2009                              | Stade Gerland, Lyon, France                            | Turquie                                  | 1 - 0                                    | Match amical                             | Titulaire.                                                            |
| 21.                                      | 12 août 2009                             | Tórsvøllur international stadium, Tórshavn, Îles Féroé | Îles Féroé                               | 0 - 1                                    | Qualifications Mondial 2010              | Titulaire.                                                            |
| 22.                                      | 5 septembre 2009                         | Stade de France, Saint-Denis, France                   | Roumanie                                 | 1 - 1                                    | Qualifications Mondial 2010              | Titulaire.                                                            |
| 23.                                      | 9 septembre 2009                         | Stade de l'Étoile rouge, Belgrade, Serbie              | Serbie                                   | 1 - 1                                    | Qualifications Mondial 2010              | Titulaire.                                                            |
| 24.                                      | 10 octobre 2009                          | Stade du Roudourou, Guingamp, France                   | Îles Féroé                               | 5 - 0                                    | Qualifications Mondial 2010              | Titulaire.                                                            |
| 25.                                      | 14 novembre 2009                         | Croke Park, Dublin, Irlande                            | République d'Irlande                     | 0 - 1                                    | Qualifications Mondial 2010              | Titulaire.                                                            |
| 26.                                      | 18 novembre 2009                         | Stade de France, Saint-Denis, France                   | République d'Irlande                     | 1 - 1                                    | Qualifications Mondial 2010              | Titulaire.                                                            |
| 27.                                      | 3 mars 2010                              | Stade de France, Saint-Denis, France                   | Espagne                                  | 0 - 2                                    | Match amical                             | Titulaire.                                                            |
| 28.                                      | 11 août 2010                             | Ullevaal Stadion, Oslo, Norvège                        | Norvège                                  | 2 - 1                                    | Match amical                             | Entre en jeu à la place de Charles N'Zogbia à la 46e minute de jeu.   |
| 29.                                      | 8 octobre 2015                           | Allianz Riviera, Nice, France                          | Arménie                                  | 4 - 0                                    | Match amical                             | Titulaire.                                                            |
| 30.                                      | 13 novembre 2015                         | Stade de France, Saint-Denis, France                   | Allemagne                                | 2 - 0                                    | Match amical                             | Titulaire et remplacé par Morgan Schneiderlin à la 81e minute de jeu. |
| 31.                                      | 17 novembre 2015                         | Stade de Wembley, Londres, Angleterre                  | Angleterre                               | 2 - 0                                    | Match amical                             | Entre en jeu à la place de Yohan Cabaye à la 56e minute de jeu.       |
| 32.                                      | 25 mars 2016                             | Amsterdam ArenA, Amsterdam, Pays-Bas                   | Pays-Bas                                 | 2 - 3                                    | Match amical                             | Titulaire.                                                            |
| 33.                                      | 29 mars 2016                             | Stade de France, Saint-Denis, France                   | Russie                                   | 4 - 2                                    | Match amical                             | Titulaire.                                                            |
| 34.                                      | 30 mai 2016                              | Stade de la Beaujoire, Nantes, France                  | Cameroun                                 | 3 - 2                                    | Match amical                             | Titulaire et remplacé par N'Golo Kanté à la 46e minute de jeu.        |

## Palmarès

### En club
|  |  | Chelsea - Championnat d'Angleterre - Vainqueur : 2006 - Coupe d'Angleterre - Vainqueur : 2007 - Coupe de la ligue anglaise - Vainqueur : 2007 - Community Shield - Finaliste : 2006 et 2007 |  | Portsmouth - Coupe d'Angleterre - Vainqueur : 2008 - Community Shield - Finaliste : 2008 |  | Real Madrid - Liga - Champion : 2012 - Coupe d'Espagne - Vainqueur : 2011 - Supercoupe d'Espagne - Vainqueur : 2012 |  | Anji Makhatchkala - Coupe de Russie - Finaliste : 2013 |  | Olympique de Marseille - Coupe de France - Finaliste : 2016 |  | Paris Saint-Germain - Ligue 1 - Champion : 2018 et 2019 - Coupe de la Ligue - Vainqueur : 2018 - Trophée des Champions - Vainqueur : 2018 |

### En sélection
|  |  | Equipe de France espoirs - Tournoi de Toulon - Vainqueur : 2005 |

### Distinctions individuelles
Il obtient le trophée UNFP du meilleur joueur de Ligue 1 pour son mois de septembre 2015 avec l'Olympique de Marseille. Au terme de la saison 2015-2016, il est nommé pour le titre de joueur de l'année, il est devancé mais fait toutefois partie de l'équipe type de Ligue 1.
Il est élu par les supporters de l'Olympique de Marseille, meilleur joueur du mois à quatre reprises en août, septembre, octobre 2015 et février 2016.

## Vie privée
Il annonce sur Twitter que sa cousine Asta Diakité figure parmi les victimes de l’une des fusillades rue Bichat lors des attentats du 13 novembre 2015 à Paris, l'information étant également relayée par plusieurs journaux français dont Le Parisien, La Voix du Nord, La Croix et Le Monde et des quotidiens étrangers dont The Independent et The Daily Telegraph.